# Shokugosen wakashū
Le Shokugosen wakashū (続後撰和歌集) (Suite de la nouvelle collection impériale) est une anthologie impériale de poésie japonaise de genre waka, terminée en 1251, trois ans après que l'empereur retiré Go-Saga l'a commandée en 1248. Elle a été compilée par Fujiwara no Tameie, fils de Fujiwara no Teika. La collection comprend 20 rouleaux contenant 1 368 poèmes. Elle se caractérise par le goût conservateur et la bonne qualité d'ensemble — mais toutefois sans excellence — de la faction Nijō fondée par le fils de Tameie.

## Source de la traduction
- (en) Cet article est partiellement ou en totalité issu de l’article de Wikipédia en anglais intitulé « Shokugosen Wakashū » (voir la liste des auteurs).